# 西成郵便局
西成郵便局（にしなりゆうびんきょく）は、大阪府大阪市西成区にある郵便局。民営化前の分類では集配普通郵便局であった。

## 概要
住所：〒557-8799 大阪府大阪市西成区岸里2-3-29

## 沿革
- 1937年（昭和12年）8月11日 - 天下茶屋郵便局（現・阿倍野郵便局）から分離し、西成区柳通一丁目（天下茶屋駅西側付近）に開局。
- 1945年（昭和20年）
  - 6月15日 - 第四次大阪大空襲で局舎焼失。
  - 6月16日 - 橘国民学校内に仮局舎を設置。
  - 9月16日 - 西成区天下茶屋一丁目、旧天下茶屋郵便局跡に移転。
- 1957年（昭和32年）12月1日 - 電話通話および和文電報受付事務の取扱を開始[1]。
- 1961年（昭和36年）12月4日 - 西成区千本通二丁目（現在地）に移転。
- 1979年（昭和54年）11月 - 局舎新築落成。
- 1990年（平成2年）3月23日 - 花の万博の開催に合わせ、大阪市周辺の主な郵便局40局において、風景印を花をかたどった変形印に変更（当局は西成区の花である萩）。
- 1997年（平成9年）6月23日 - 外国通貨の両替および旅行小切手の売買に関する業務取扱を開始。
- 2007年（平成19年）10月1日 - 民営化に伴い、併設された郵便事業西成支店に一部業務を移管。
- 2012年（平成24年）10月1日 - 日本郵便株式会社発足に伴い、郵便事業西成支店を西成郵便局に統合。
- 2022年（令和4年）4月1日-かんぽサービス部を設置。

## 取扱内容
- 郵便、印紙、ゆうパック、内容証明
- 貯金、為替、振替、振込、国際送金、外貨両替・トラベラーズチェック、国債、投資信託
- 生命保険、バイク自賠責保険、自動車保険、がん保険、引受条件緩和型医療保険
- 地方公共団体事務（大阪市ごみ処理券の販売、市バス・地下鉄優待乗車証の交付）
- ゆうちょ銀行ATM
- 「557-00xx」区域（大阪市西成区全域）の集配業務
- ゆうゆう窓口

## 風景印
- 図案は府文化財だいがく・千本松大橋。局名表記は「西成」
- 使用開始日は1990年（平成2年）3月30日
- 形は萩型の変形印である。

## 周辺
- 大阪市西成区役所
- 西成税務署
- 大阪市立西成図書館
- 局舎前に東京オリンピックのゴールドポスト[2]（第17号）が設置されている[3]。

## アクセス
- Osaka Metro四つ橋線 岸里駅から徒歩約3分
- 南海本線・高野線 岸里玉出駅から徒歩約6分
- 南海本線・高野線・Osaka Metro堺筋線 天下茶屋駅から徒歩約8分
- 阪堺電気軌道 聖天坂停留場から徒歩約9分
- 阪神高速堺線 玉出出入口から北東へ約1km
- 国道26号沿い
- 駐車場あり：1台